# Perruche pompadour
Prosopeia tabuensis
Espèce
Statut de conservation UICN

 LC  : Préoccupation mineure
Statut CITES
La Perruche pompadour (Prosopeia tabuensis) est une espèce de perruches, oiseaux appartenant à la famille des Psittaculidae.

## Description
Cet oiseau mesure environ 45 cm. Son plumage ressemble fortement à celui de la Perruche écarlate mais présente une coloration rouge plus intense et des reflets noirâtres sur la tête.
Tout comme cette espèce, elle arbore une bande bleue sur la nuque mais cette couleur se retrouve également sur la bordure des ailes et sur la queue.

## Répartition et sous-espèces
Selon la classification de référence du Congrès ornithologique international (15.1, 2025) elle se répartit en deux sous-espèces :
- P. t. taviunensis (Layard, 1876) — Taveuni, Qamea et Laucala ;
- P. t. tabuensis (Gmelin, 1788) — Vanua Levu, Kioa, Koro, Gau et ʻEua (Tonga)

La Perruche écarlate est parfois considérée comme une cinquième sous-espèce de la Perruche pompadour.

## Conservation
Cet oiseau est désormais rare du fait de la destruction de son habitat.